# Afromelanichneumon conspersus
Afromelanichneumon conspersus là một loài tò vò trong họ Ichneumonidae.